# Angiolino Bonetta
Angelo Bonetta, dit Angiolino, est né le 18 septembre 1948 et mort le 28 janvier 1963, est un jeune italien, reconnu vénérable par l'Église catholique.

## Biographie

### Enfance
Angiolino Bonetta naît le 18 septembre 1948 à Cigole, au sein d'une famille de modestes ouvriers. Dès son plus jeune âge, il fréquente le pensionnat des Filles de la charité canossiennes. Il est un garçon vif, charismatique et grand amateur de football. Les sœurs remarquent sa piété, et notamment son amour de la Sainte Vierge.
Le 14 avril 1955, à six ans, Angiolino fait sa première communion. Il devient enfant de chœur, et aime entraîner ses camarades à l'église. Il aime par-dessus tout l'histoire des trois bergers de Fátima.

### Maladie
À onze ans, Angiolino intègre l'Institut Artigianelli de Brescia. Moins de deux semaines après sa rentrée, il est contraint de rester chez lui à cause de douleurs intenses dans la jambe droite. On lui diagnostique une tumeur au tibia. Pour éviter la généralisation du cancer, on doit l'amputer de sa jambe droite. L'opération à lieu le 2 mai 1961.
Les semaines après l'amputation  sont particulièrement douloureuses. Lorsqu'on lui demande si les douleurs sont supportables, Angiolino répond : "Oui, j'offre mes souffrances pour la conversion des pauvres pécheurs". Sur sa table de nuit, l'histoire des trois bergers de Fatima, qu'il lie sans cesse et qu'il imite en offrant des sacrifices. Lors de ses séjours à l'hôpital, des infirmières lui confient des intentions, comme un homme de confession protestante en fin de vie. Aussitôt, Angiolino passe la nuit par terre et en prière, pour obtenir sa conversion. Cet homme se convertira par la suite.
En 1961, Angiolino participe aux Exercices spirituels organisés par le Centre des Volontaires de la souffrance. Il y rencontre d'autres malades, qu'il réconforte. Il minimise son état et se préoccupe des autres. Toutefois, le cancer progresse, et atteint les poumons en 1962. Cette année là, il rencontre Luigi Novarese (béatifié en 2013), fondateur du Centre des Volontaires de la souffrance, avec qui il noue une profonde relation. Angiolino participe à plusieurs pèlerinages à Lourdes. Au début, il prie pour sa guérison, mais comprenant qu'il ne guérira pas, il prie pour devenir un saint, et accepter ses souffrances. Le 21 septembre 1962, encouragé par Luigi Novarese, Angiolino devient travailleur silencieux de la Croix, en promettant d'offrir ses souffrances à Dieu, pour le salut des âmes.
Le 27 janvier 1963, le curé de la paroisse lui donne l'extrême-onction. Angiolino prie jusqu'à 2 heures du matin. Soudain, il dit à sa mère : "Maman, nous y sommes ; mon heure est venue". Fixant la statue de la Vierge Marie, il expire.
Alfonso Carinci, qui présida ses funérailles, définit Angiolino comme "un petit saint".

## Béatification
La cause pour la béatification d'Angiolino débute en 1998.
Le 10 juillet 2020, le pape François reconnaît l'heroïcité des vertus d'Angiolino, le déclarant ainsi vénérable.